# 稲荷通
稲荷通（いなりどおり）は、愛知県豊川市の町名である。現行行政地名は稲荷通2丁目。

## 地理
豊川市の中心部の北東に位置する。主に住宅地を形成している。なお、当地内には2丁目のみが存在し、1丁目はない。

## 歴史

### 沿革
- 1960年（昭和35年）2月21日 - 豊川町（礼通・武通・末通・良通）の一部より、稲荷通1〜2丁目が成立[1]。
- 1977年（昭和52年）9月1日 - 1丁目全域および2丁目の一部が豊川西町となる[6]。

## 世帯数と人口
2019年（平成31年）3月31日現在の世帯数と人口は以下の通りである。
| 町丁   | 世帯数 | 人口 |
| ------ | ------ | ---- |
| 稲荷通 | 30世帯 | 72人 |

### 人口の変遷
国勢調査による人口の推移
| 1995年（平成7年）  | 70人 | [ 7 ]  |  |
| 2000年（平成12年） | 70人 | [ 8 ]  |  |
| 2005年（平成17年） | 73人 | [ 9 ]  |  |
| 2010年（平成22年） | 93人 | [ 10 ] |  |
| 2015年（平成27年） | 95人 | [ 11 ] |  |

## 学区
市立小・中学校に通う場合、学区は以下の通りとなる。また、公立高等学校に通う場合の学区は以下の通りとなる。
| 丁目        | 区域                         | 小学校             | 中学校             | 高等学校 |
| ----------- | ---------------------------- | ------------------ | ------------------ | -------- |
| 稲荷通2丁目 | 市道古宿樽井（その２）線以西 | 豊川市立桜木小学校 | 豊川市立東部中学校 | 三河学区 |
| 稲荷通2丁目 | 市道古宿樽井（その２）線以東 | 豊川市立豊小学校   | 豊川市立東部中学校 | 三河学区 |

## 施設
- ローソン豊川稲荷通店
- 明光義塾豊川稲荷教室

## 交通
- 稲荷通（豊川市道古宿樽井線）
- 豊鉄バス：豊川東部中学校停留所（西豊町との境界付近）
- 日本車輌製造引込線（第二礼通踏切）：旅客列車営業は無い

## その他

### 日本郵便
- 郵便番号 : 442-0023[4]（集配局：豊川郵便局[14]）。